# Internet Movie Database
Internet Movie Database (IMDb) este o bază de date pe internet, cu informații despre filme, cineaști și jocuri video, cu pagini detaliate și structurate despre fiecare.

## Statistici
În iunie 2009, IMDb avea pagini despre 1.441.233 de titluri și 3.017.564 de personalități.
În octombrie 2018, IMDb avea aproximativ 5,3 milioane de titluri (inclusiv episoade) și 9,3 milioane de personalități în baza sa de date, precum și 83 de milioane de utilizatori înregistrați.
Statistici detaliate în 2018:
| Tip             | Titluri   |
| --------------- | --------- |
| Lungmetraje     | 505,380   |
| Scurtmetraje    | 656,885   |
| Seriale TV      | 156,992   |
| Episoade TV     | 3.754.173 |
| Filme TV        | 126.398   |
| Speciale TV     | 14.422    |
| Mini-seriale TV | 24.083    |
| Scurtmetraje TV | 8.894     |
| Video           | 217.703   |
| Jocuri video    | 22.464    |

## Istorie
- 1989: Această bază de date a început în 1989 prin structurarea listelor din rec.arts.movies de pe usenet. După crearea bazei de date inițiale a fost oferit un mecanism prin care utilizatorii puteau să dea filmelor note de la 1 la 10.
- 1990: A fost adăugat un motor de căutare pentru titluri și personalități.
- 1991-1993: Baza de date a fost lărgită, și s-au adăugat pagini pentru biografii, întrebări, rezumate. În 1993 baza de date a fost mutată de pe usenet pe internet.
- 1996: Proiectul s-a dovedit prea mare pentru a fi susținut doar din donații, în consecință IMDb devine Internet Movie Database Inc., o firmă comercială înregistrată în Marea Britanie, al cărui promotor, Col Needham, devine proprietar.
- 1999: IMDb este achiziționată de Amazon.com, devenind astfel o filială a companiei Amazon, cu legături pentru fiecare film la paginile de vânzare de DVDuri și casete video pe situl Amazon.com, precum și siturile Amazon locale (Amazon.De, Amazon.Fr, etc.)
- 2002: Este adăugat un serviciu pe bază de abonament, IMDb Pro, adresat producătorilor și celor care lucrează în industria de film, cu servicii de publicitate integrate în IMDb.